# Bancroft, West Virginia
Bancroft är en ort i Putnam County i delstaten West Virginia, USA.